# چپارلیانتسی
چپارلیانتسی (به بلغاری: Cheparlyantsi) یک منطقهٔ مسکونی در بلغارستان است که در استان صوفیه واقع شده‌است.